# Sicca Veneria
Koordinaten: 36° 10′ 25″ N, 8° 42′ 15″ O
Sicca Veneria war eine antike Stadt in Nordafrika an der Stelle des heutigen El Kef im nördlichen Tunesien.

## Geschichte
Die Stadt lag auf dem Hügel Dyr an der Straße von Karthago nach Cirta und Tebessa. Sie wird zuerst anlässlich des Söldnerkriegs 241 v. Chr. erwähnt, der nach der Rückkehr karthagischer Söldner in Unzufriedenheit über ihre Besoldung nach dem Ersten Punischen Krieg hier seinen Anfang nahm. Archäologische Spuren lassen jedoch vermuten, dass die Siedlung bereits mindestens seit dem 4. Jahrhundert v. Chr. bestand, womöglich auf eine numidische Gründung zurückgehend. Von Karthago angesiedelte Elymer aus Sizilien gaben der Stadt den Beinamen Veneria nach der Bezeichnung ihrer Liebesgöttin, zu dieser Zeit soll auch Tempelprostitution eine wichtige Rolle gespielt haben.
Seit dem Krieg der Römer gegen den numidischen König Jugurtha, in dem bei Sicca ein Gefecht stattfand, gehörte die Stadt zur römischen Provinz Africa (später Africa proconsularis). Unter Augustus wurde sie zur römischen Colonia (Colonia Iulia Veneria Cirta Nova).
In der Spätantike war Sicca Veneria seit dem 3. Jahrhundert n. Chr. Sitz eines Bischofs. Daran anknüpfend besteht das Titularbistum Sicca Veneria der römisch-katholischen Kirche. Im 7. Jahrhundert wurde die Stadt mit der islamischen Expansion muslimisch, es folgte ein jahrhundertelanger Bedeutungsverlust. Erst mit der Ausdehnung des Osmanischen Reiches ab dem 16. Jahrhundert erfuhr die Stadt, bis heute El Kef genannt, einen erneuten Aufschwung.
Von der antiken Stadt sind noch ein kleines Amphitheater und ein Theater, Reste einer Thermenanlage und zwei Basiliken zu sehen. Aus der Spätantike stammt die Stadtmauer.
Sicca war die Heimatstadt des christlichen Rhetors Arnobius.

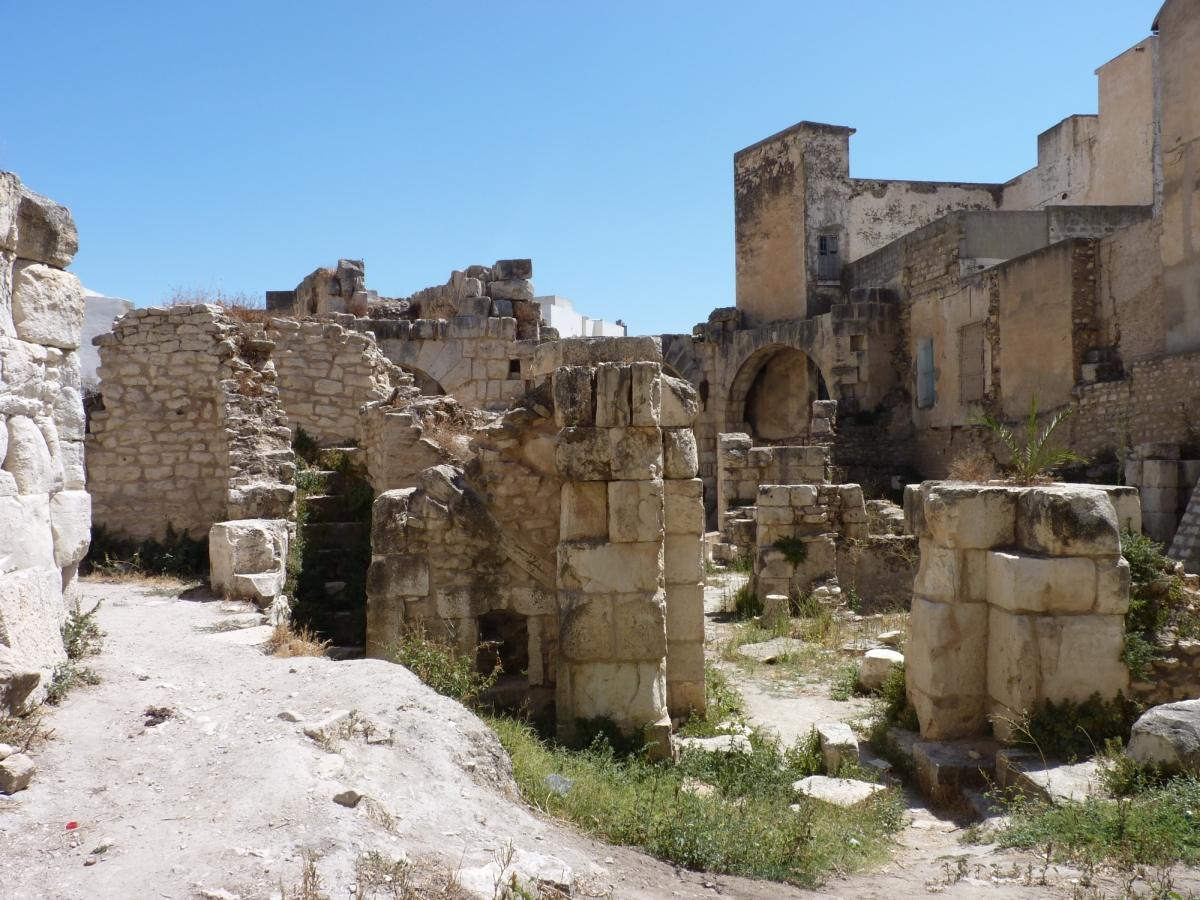
Die antiken römischen Thermen …
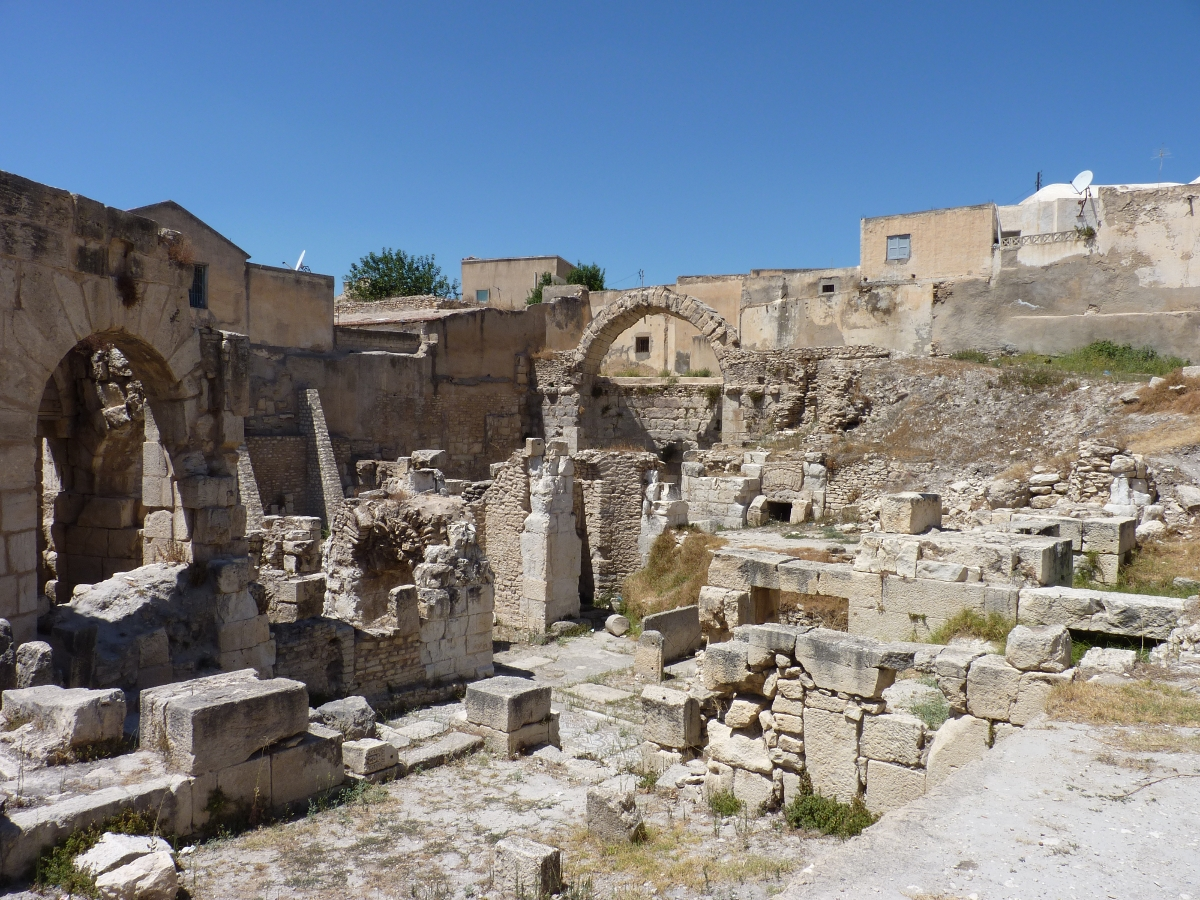
… im heutigen Stadtgebiet von El Kef.
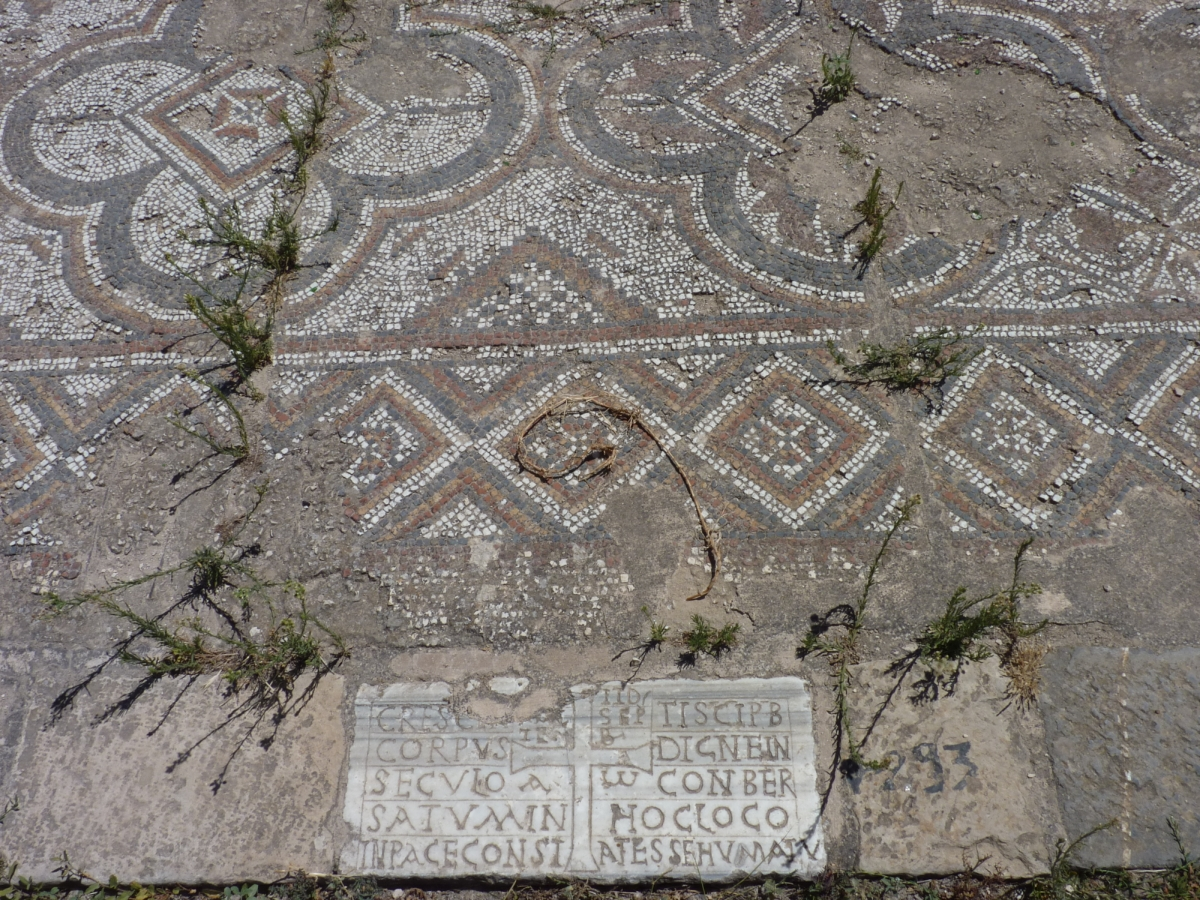
Mosaik in den Thermen